# Matter (standard)
Pour les articles homonymes, voir Matter.

Logo du standard Matter.

Matter est un standard de connectivité propriétaire et libre de droits conçu pour la domotique dérivé du protocole Zigbee. Il a pour but d'améliorer la communication entre les appareils domotiques, quel que soit leur vendeur/fabricant, et d’assurer leur interopérabilité. Ce standard a été élaboré par le consortium Connectivity Standards Alliance (CSA) qui regroupe en 2022 plus de 550 entreprises de l'IoT dont Amazon, Apple, Google et Comcast.
Bien que le dépôt du code source soit ouvert sous licence Apache, la spécification de Matter est sous licence par la CSA.

Logo de la Connectivity Standards Alliance (CSA)

## Historique
- 18 décembre 2019 - Amazon, Apple, Google, Samsung SmartThings et la ZigBee Alliance ont annoncé leur collaboration et la formation du groupe de travail Project Connected Home over IP (CHIP). L’objectif du projet est de simplifier le développement pour les marques et fabricants de produits domotiques tout en augmentant l’inter-compatibilité entre les produits pour le consommateur[5],[6]. Parmi les membres ultérieurs, il y a notamment IKEA, Huawei et Schneider[7],[8].
- 11 mai 2021 - Formation du Connectivity Standards Alliance (CSA)[2] (changement de nom de la Zigbee Alliance et intégration des membres du groupe de travail Project Connected Home over IP).
- 30 septembre 2022 - Publication de la version 1.0 du protocole standard Matter[9],[10].
- 18 mai 2023 - Publication de la version 1.1 du protocole Matter [11]
- 23 octobre 2023 - Publication de la version 1.2 du protocole Matter[12]

## Concept
Le standard Matter est un protocole de télécommunication de haut-niveau fondé sur le protocole internet (IP). Il est élaboré pour permettre aux appareils domotiques, applications mobiles et services cloud de communiquer et pour définir un ensemble de technologies basées sur l’IP pour la certification des appareils.

## Développement

### Enjeux
Le principal enjeu de Matter est de proposer un standard unique permettant l'interopérabilité d'une grande variété d'objets domotiques, et qui s'appuyaient auparavant sur des protocoles propriétaires concurrents comme HomeKit d'Apple ou les protocoles de Google Home et d'Amazon Alexa.

### ConsortiumConnectivity Standards Alliance
Le consortium Connectivity Standards Alliance (CSA) est né en 2021, issu de la Zigbee Alliance et des membres du groupe de travail Project Connected Home over IP. Ce groupe est ouvert et de nouvelles sociétés y adhèrent régulièrement, on peut noter à ce jour notamment la présence de IKEA, Kroger, LEEDARSON, Legrand, MMB Networks, NXP Semiconductors, Resideo, Samsung SmartThings, Schneider Electric, Signify (anciennement Philips Lighting), Silicon Labs, Somfy, Texas Instruments et Wulian.

## Déploiement
La commercialisation des premiers produits compatibles avec Matter a commencé en 2023, avec notamment des caméras et des ampoules de l'entreprise Signify, qui résulte de la scission de la branche de Philips à l'origine de la gamme de produits Philips Hue, poids lourd du secteur.